# Nicolas Kiesa
Nicolas Kiesa (ur. 3 marca 1978 w Kopenhadze) – duński kierowca wyścigowy.

## Życiorys
W Formule 3000 zadebiutował w roku 2002 w zespole PSM. Zdobył wtedy 3 punkty, co dało mu 12 miejsce w klasyfikacji generalnej. W roku 2003 jeździł dla zespołów Den Blå Avis/Super Nova Racing. Wygrał wtedy wyścig na torze Circuit de Monaco, a w 7 wyścigach, w których startował, zdobył razem 20 punktów, dzięki czemu zajął 7 miejsce w klasyfikacji generalnej.
W sezonie 2005 Formuły 1 zastąpił Roberta Doornbosa na stanowisku trzeciego kierowcy w zespole Jordan.

## Wyniki

### Formuła 1
- Grand Prix Niemiec – 12 miejsce
- Grand Prix Węgier – 13 miejsce
- Grand Prix Włoch – 12 miejsce
- Grand Prix USA – 11 miejsce
- Grand Prix Japonii – 16 miejsce